# Panguilelfún
Panguilelfún es un caserío de la comuna de Panguipulli ubicado en el sector suroeste del territorio comunal. 
Aquí se encuentra la Escuela Particular Fray Leonardo y la Escuela Rural Panguilelfún.

## Accesibilidad y transporte
Panguilelfún se encuentra a 9,5 km del Pirehueico a través de la Ruta 203.